# Кириотисса

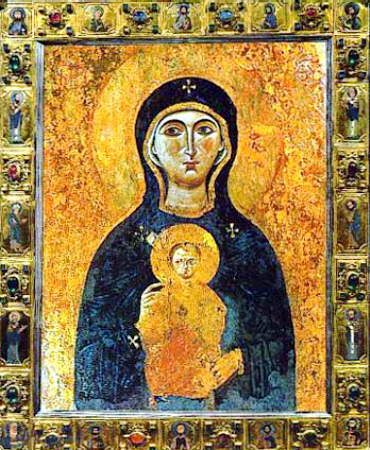
Богородица Никопея.
Икона из собора Святого Марка.

Кириотисса (от греч. владычица, также Никопея Кириотисса, Богоматерь Кириотисса) — один из иконографических типов изображения стоящей в рост Богородицы, поддерживающей рукой Младенца в центре у груди. Данный тип изображения похож на Оранту, однако Богородица на этой иконе не молится, раскинув руки как Оранта, а держит Младенца у груди. Иногда подобный тип называется Никопея Кириотисса (от греч. Владычица Победодательница). Образ Божией Матери «Никопеи Кириотиссы» в свою очередь восходит к одному из первоначальных Богородичных изображений — «Знамению».

## Истоки изображения
Древнее византийское изображение типа «Никопея Кириотисса» восходит к одному из первоначальных изображений Божией Матери в Влахернском храме. Мраморное изображение влахернского чудотворного образа Богоматери находилось около императорской купальни. Это был образ Богородицы, из рук Которой текла святая вода ― «агиасма».

## Посвящённые храмы
Богородице Кириотиссе была посвящена церковь Богородицы Кириотиссы, находившаяся в Константинополе у самого восточного отрезка акведука Валента. Церковь была построена на месте римских терм и двух храмов VI—VII веков на исходе правления Комнинов (конец XII века).

## Развитие образа

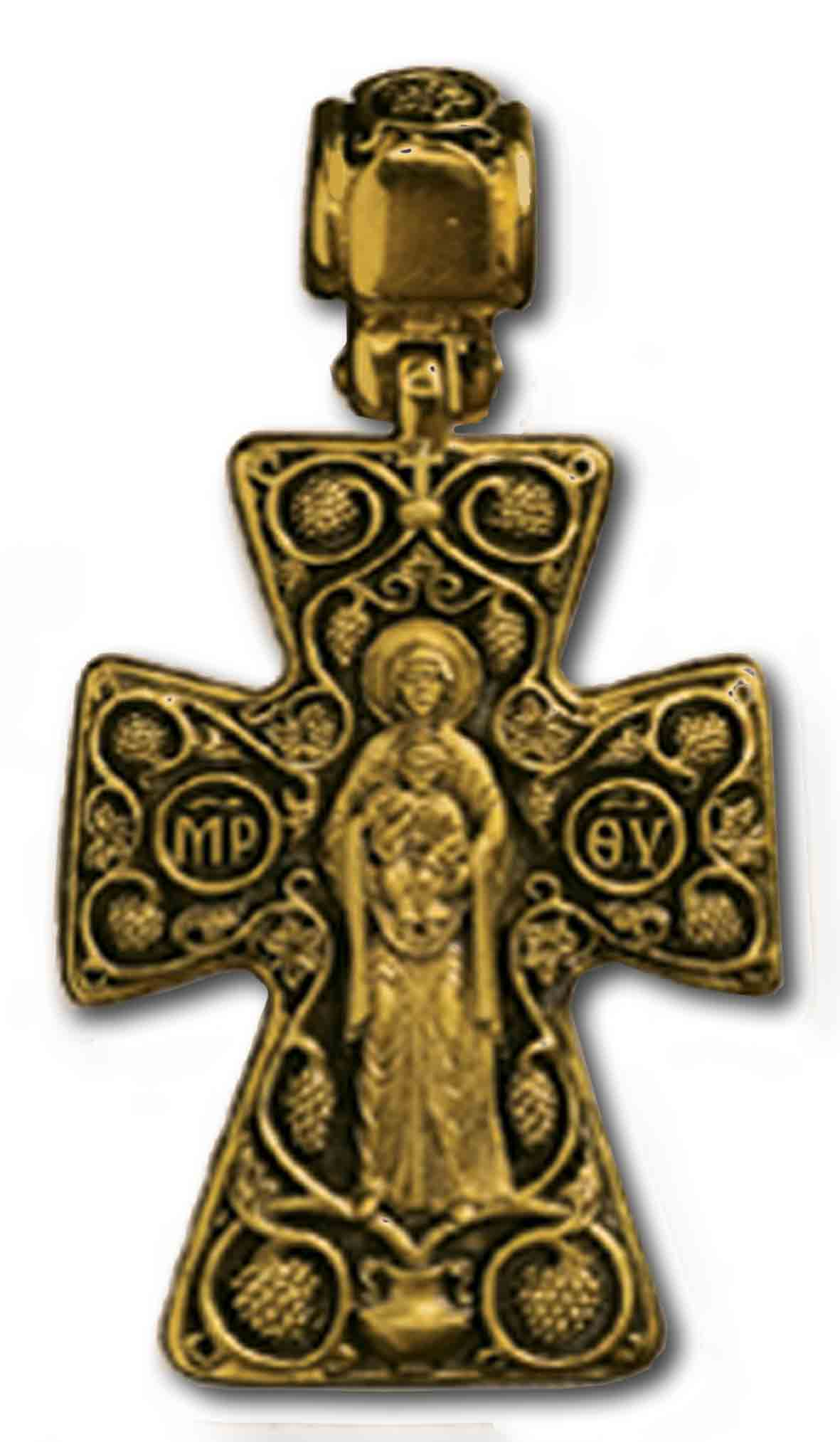
Нательный крестик с изображением Богоматери Кириотиссы

Своеобразным «потомком» данного типа написания Богородицы является тип иконы «Живоносный Источник», получивший большое распространение в русском и греческом Православии.
Одно из древних изображений Богородицы «Живоносный Источник», восходящих к чудотворному первообразу «Никопеи Кириотиссы», относится к концу XIII ― началу XIV в. На глиняном блюде, найденном в Крыму, Божия Матерь представлена в чаше в образе Оранты, с воздетыми в молитве руками.
Другое изображение, середины XIV века, описывает церковный историк Никифор Каллист. Он повествует, что в середине фиалы, похожей на крещенскую купель, установленной над источником, была изображена Богоматерь с Младенцем Христом на лоне.
Первоначально икона Божией Матери «Живоносный Источник» распространялась в списках без непосредственного изображения самого источника, однако через некоторое время в общую композицию стали включать чашу. В ещё более поздних списках вместо чаши появились водоем и фонтан, а впоследствии и колодец. На Руси иконы типа «Живоносный Источник» получили широкое распространение с XVII века и представляли собой дальнейшее усложнение композиции, что косвенно свидетельствует о снижении символической наполненности «Никопеи Кириотиссы». На иконах появляется реалистически написанный деревянный кладезь, из которого бьет водная струя, по сторонам его изображаются вселенские святители Василий Великий, Григорий Богослов и Иоанн Златоуст. Они черпают живоносную воду и раздают стоящим вокруг людям. На переднем плане изображались одержимые различными недугами.